# Charles J. Guiteau

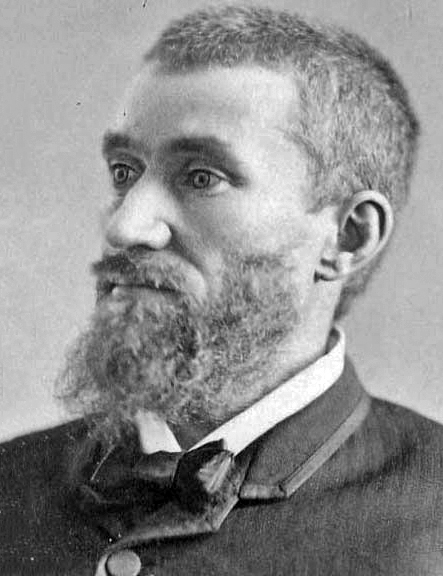
Charles J. Guiteau, 1881

Charles Julius Guiteau (* 8. September 1841 in Freeport, Illinois; † 30. Juni 1882 in Washington, D.C.) war ein US-amerikanischer Attentäter. Er schoss auf den 20. US-Präsidenten James A. Garfield, der später infolge der erlittenen Verletzungen starb.

## Leben

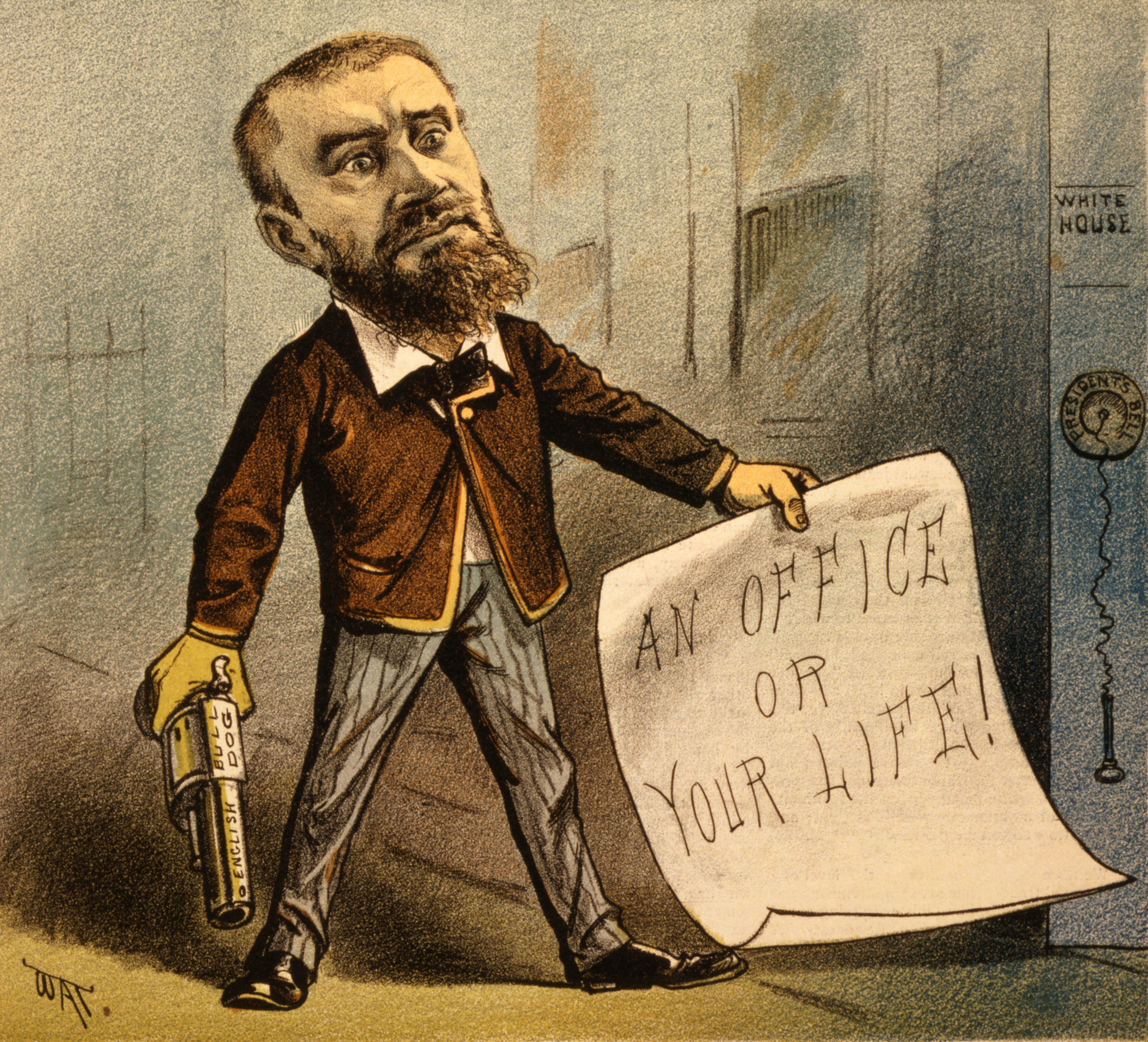
Karikatur, Puck Magazine vom 13. Juli 1881

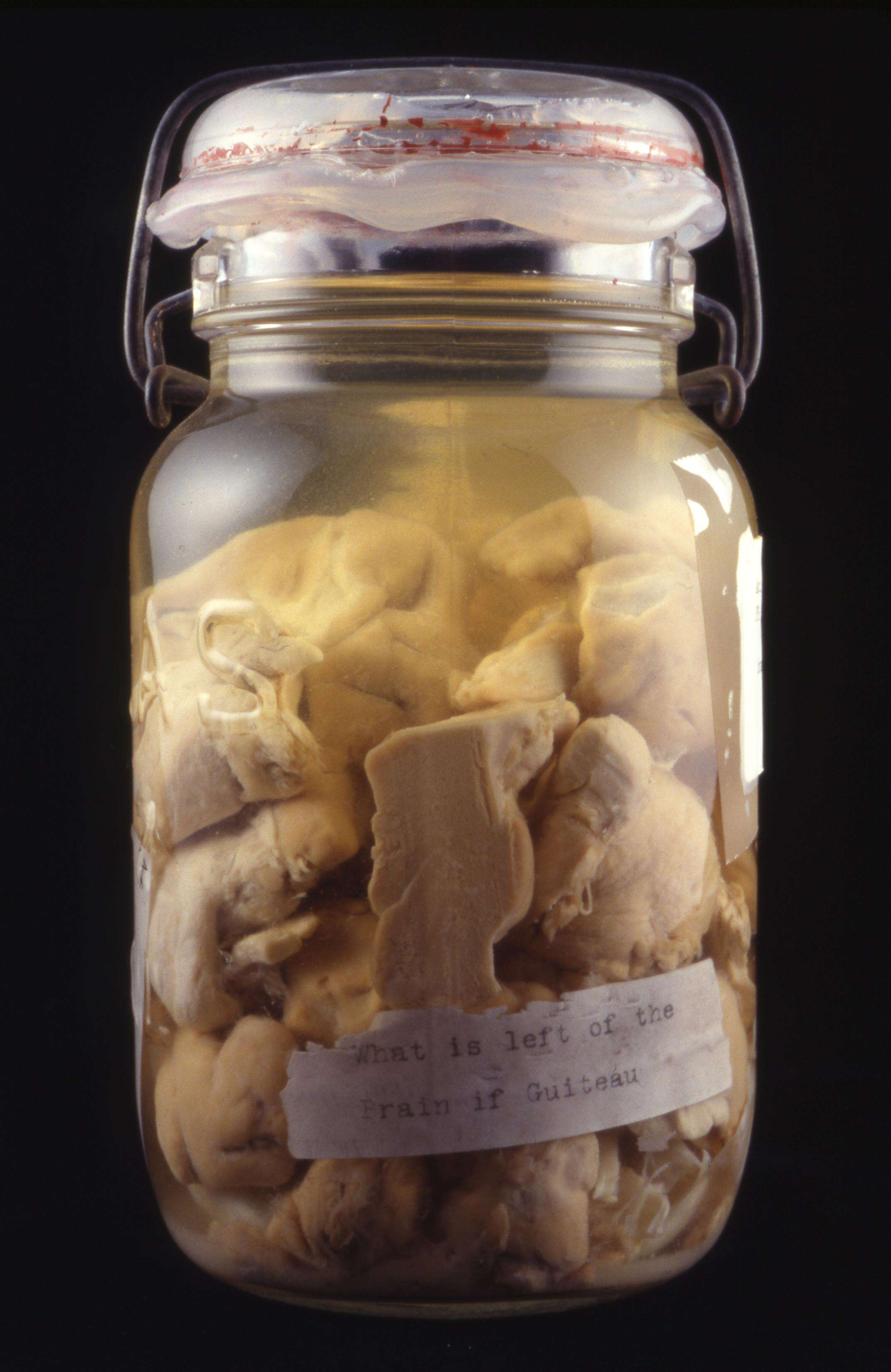
Teile des Gehirns von Charles J. Guiteau im National Museum of Health and Medicine

Guiteau wurde als viertes von sechs Kindern geboren, von denen drei das Erwachsenenalter erreichten. Als er sieben Jahre alt war, starb seine Mutter. Der Vater Luther Guiteau hatte einen hugenottischen Migrationshintergrund und erzog die Kinder streng religiös. In den 1840er Jahren wurde dieser ein Anhänger von John Humphrey Noyes, dem Gründer der millenaristischen Glaubensgemeinschaft Oneida Community im Bundesstaat New York.
Guiteau übte keinen festen Beruf aus, sondern lebte im Wesentlichen von der Erbschaft seines Großvaters. Er war unter anderem als Anwalt, Prediger und Schuldeneintreiber tätig. In den 1860er Jahren lebte er zeitweise in der Oneida Community und verbreitete in mehreren Schriften deren Weltbild. Guiteau konnte sich aber an das Leben in der Kommune nicht gewöhnen, die Mädchen mieden ihn und er beschwerte sich über die niederen Arbeiten, die in der Gemeinschaft verpflichtend waren. Daher verließ er nach einiger Zeit Oneida nicht im Guten und verklagte die Gemeinde.
Er trat vor den Wahlen zur US-Präsidentschaft des Jahres 1880 in einem Zeitungsartikel für den Kandidaten und späteren Gewinner der Wahlen James A. Garfield ein. Nach der Wahl schickte er dem Präsidenten mehrere Briefe, in denen er diesem Ratschläge erteilte, wie er sein Amt zu führen hätte. Außerdem verlangte er für seine Hilfe beim Wahlsieg erst den Posten eines Gesandten im Ausland, dann das Amt des Generalkonsuls in Paris. Als seine Schreiben unbeantwortet blieben, da den Verantwortlichen seine angegriffene geistige Gesundheit bekannt war, beschloss er in seinem Groll, den Präsidenten zu ermorden.
Am 2. Juli 1881 schoss er mit einem Revolver zweimal auf James Abram Garfield, als dieser von der Pennsylvania Station in Washington, D.C. mit seinen zwei Söhnen in den Urlaub fahren wollte. Eine Kugel traf den Arm, die zweite den Rücken des Präsidenten. Garfield überlebte schwer verletzt, starb aber am 19. September 1881 an einer Wundinfektion.
Nach der Tat erließ Guiteau eine „Proklamation an das amerikanische Volk“, in der er mitteilte: „Gott hat mich zu seinem Werkzeug berufen, um das Volk von einem Schädling zu befreien!“ Er hoffte, durch die Tat so berühmt zu werden, dass er selbst zum Präsidenten gewählt würde. Umso größer waren sein Erstaunen und seine Enttäuschung über die Empörung in der Öffentlichkeit und darüber, dass er kurz nach der Tat verhaftet wurde.
Die nachfolgenden Untersuchungen ergaben, dass Guiteau einige Jahre zuvor versucht hatte, seine Schwester mit einer Hacke zu ermorden, und dass Geisteskrankheiten häufig in seiner Familie vorkamen. Daraus folgend wurde er nach den ersten Untersuchungen für geistesgestört befunden.
Das Hauptgutachten im Prozess erkannte ihn aber für voll zurechnungsfähig. Die Geschworenen ignorierten unter dem öffentlichen Druck mehrere abweichende Meinungen von Ärzten und Kriminologen. Ebenso vergeblich war der Einwurf Guiteaus, dass der Präsident an der Behandlung durch Ärzte starb, die keine sterilen Instrumente verwendeten. Die Beratung der Jury dauerte eine Stunde, dann fiel einstimmig das Urteil: Tod durch den Strang.
Am 30. Juni 1882 wurde Guiteau gehängt. Unter dem Galgen sang er schluchzend: „Ich bin sehr froh, ich gehe ein zum lieben Gott, Glory Halleluja!“
Nachfolgende Untersuchungen erwiesen, dass sein Gehirn schwer geschädigt war. Es gab einen schweren Schwund der äußeren Hirnrinde und degenerative Veränderungen in den tieferen Bereichen, was nach damaligem Recht Unzurechnungsfähigkeit bedeuten konnte. Auch die bei der Autopsie erkannte Phimose und der Umstand, dass Guiteau laut Zeugenaussagen oft masturbiert hatte, wurden von den Ärzten als Beweis für seine geistige Unzurechnungsfähigkeit angesehen.
Teile seines Gehirns werden im Mütter Museum in Philadelphia und dem National Museum of Health and Medicine in Washington, D.C. aufbewahrt.

## Zitat über ihn
“He’s no more insane than I am. There’s nothing of the mad about Guiteau: he’s a cool, calculating blackguard, a polished ruffian, who has gradually prepared himself to pose in this way before the world. He was a deadbeat, pure and simple. Finally, he got tired of the monotony of deadbeating. He wanted excitement of some other kind and notoriety, and he got it.”

„Er ist nicht verrückter als ich es bin. Es gibt nichts Verrücktes an Guiteau: Er ist ein kalter, berechnender Unhold, ein geschliffener Grobian, der sich schrittweise darauf vorbereitet hat, derart vor aller Welt zu erscheinen. Er war schlicht und ergreifend ein Faulpelz. Am Ende war er der Eintönigkeit der Gammelei überdrüssig. Er wollte Aufregung der anderen Art und Bekanntheit, und die hat er bekommen.“